# Eratosteniano

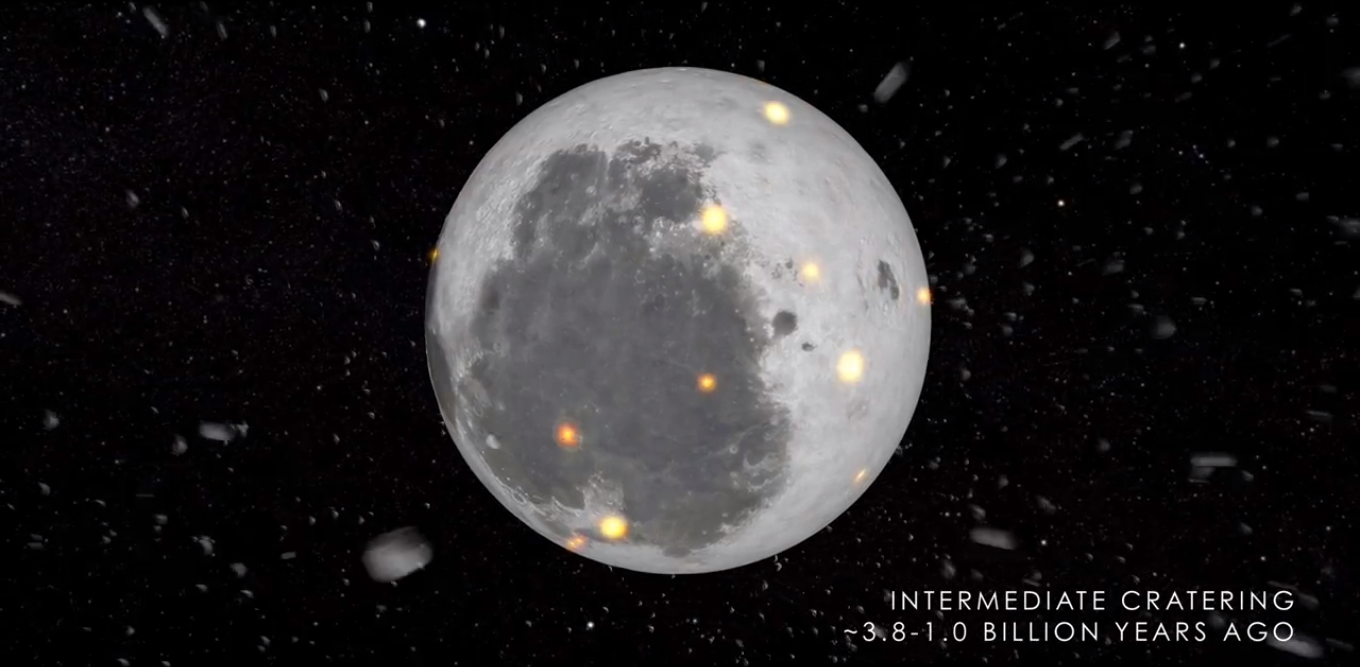
La Luna durante l'Eratosteniano

Il periodo Eratosteniano, nella scala dei tempi geologici lunari, è un'era geologica che va da 3200 a 1100 milioni di anni fa circa. Il suo nome si ispira a quello del cratere Eratosthenes, la cui data di formazione coincide per convenzione con l'inizio di questo periodo. Similmente, la data di formazione del cratere Copernicus segna la fine dell'Eratosteniano e l'inizio del Copernicano.